# Gadget et Gadgetinis
 (mars 2013).
Gadget et Gadgetinis est un jeu vidéo sorti en novembre 2004 sur PC et PlayStation 2. C'est un jeu qui se basé sur la série animée Gadget et les Gadgetinis.

## Histoire
Aux quatre coins du monde, les gens deviennent fous, et la panique gagne la terre entière. L'inspecteur Gadget et son organisation ont découvert que cet étrange phénomène est causé par la propagation d'un gaz par le démoniaque Dr Gang. Aidez de sa nièce et des Gadgetinis, le célèbre héros a pour mission de contrecarrer les plans de l'infâme Doc.

### Fin
Le chef vous félicite d'avoir arrêter les plans du DR Gang. Même si le jeu, quand il a été testé, n'était pas très bon. Ce jeu à quand même eu un petit succès chez les jeunes. Il faudra attendre presque 5 ans pour qu'un nouveau jeu sur Iphone avec l'Inspecteur Gadget sorte sous le nom de Inspecteur Gadget qui sera la reprise du jeu Inspecteur Gadget sorti en 1993 sur la Super Nintendo[style à revoir].